# 桑德·貝格
桑德·加德·博林·貝格（挪威語：Sander Gard Bolin Berge，1998年2月14日—），是一名挪威職業足球員，司職中場，現時效力英超球會富勒姆和挪威國家足球隊。

## 球會生涯
貝格於阿斯克爾的青年軍開始其職業生涯，並於2014年為球隊一線隊於挪威足球乙级联赛上陣。2015年，他轉會至挪威足球超级联赛球會華拉倫加。7月11日，貝格在對陣辛迪夫佐特時後備入替，首次為球隊上陣；其後在對陣洛辛堡時，他更正選上陣，自此成為球隊的正選球員。
2017年1月2日，貝格轉會至比利時甲組足球聯賽球會亨克，簽下4年合約。1月21日，他在客勝皇家奧伊本體育會1比0的比賽中首次為球隊上陣。2月17日，他在對陣皇家梅斯干精英隊時首次正選上陣，並打滿全場，最終球隊在主場小勝1比0。

## 國家隊生涯
2013年5月2日，貝格首次為挪威 U15上陣，其後為各階青年國家隊上陣。2017年3月23日，他於對陣北愛爾蘭國家足球隊時首次為挪威國家足球隊上陣。

## 個人
貝格出身自一個籃球家庭，他的父親、母親及哥哥皆曾代表挪威籃球國家隊上陣，貝格的哥哥現時效力Centrum Tigers。而他的爺爺朗納爾·貝格（Ragnar Berge）曾於1945年至1957年期間效力華拉倫加，司職左閘，並曾於1955年代表挪威隊上陣。

## 生涯統計

### 球會
截至2016年10月4日
| 賽季        | 球會     | 聯賽               | 聯賽 | 聯賽 | 盃賽 | 盃賽 | 歐洲賽事 | 歐洲賽事 | 總計 | 總計 |
| 賽季        | 球會     | 聯賽               | 出場 | 入球 | 出場 | 入球 | 出場     | 入球     | 出場 | 入球 |
| ----------- | -------- | ------------------ | ---- | ---- | ---- | ---- | -------- | -------- | ---- | ---- |
| 2015年      | 華拉倫加 | 挪威足球超级联赛   | 11   | 0    | 2    | 1    | 0        | 0        | 13   | 1    |
| 2016年      | 華拉倫加 | 挪威足球超级联赛   | 25   | 0    | 5    | 0    | 0        | 0        | 30   | 0    |
| 2016-17賽季 | 亨克     | 比利時甲組足球聯賽 | 9    | 0    | 2    | 0    | 6        | 0        | 17   | 0    |
| 生涯總計    | 生涯總計 | 生涯總計           | 45   | 0    | 9    | 1    | 6        | 0        | 60   | 1    |

## 外部連結
- Soccerway資料庫：桑德·貝格